# Literaturhaus Rostock

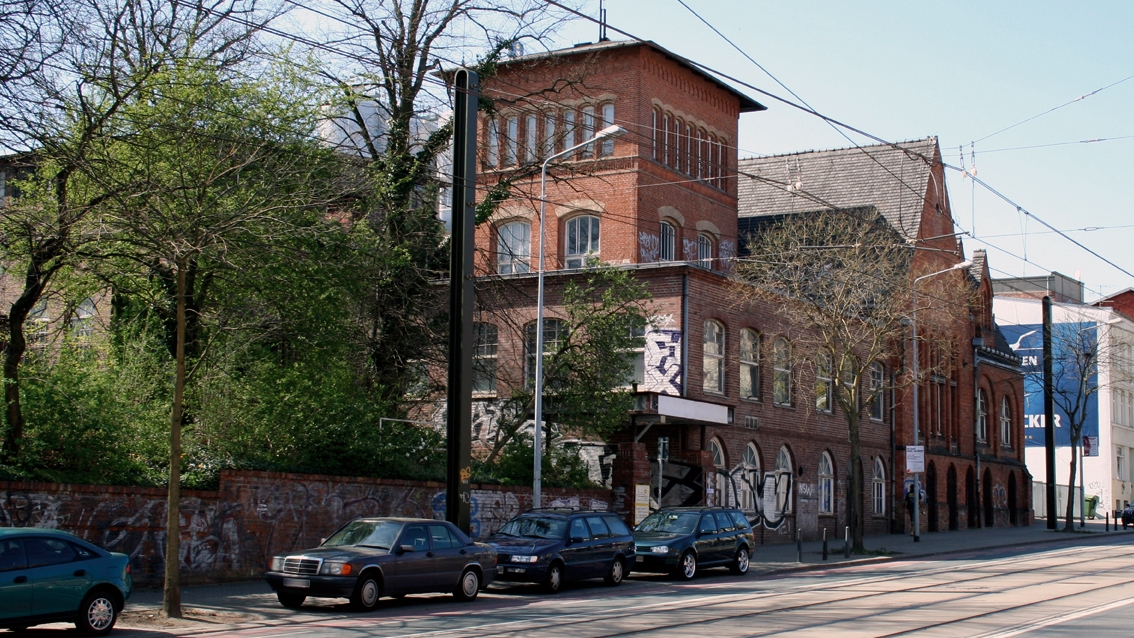
Peter-Weiss-Haus

Das Literaturhaus Rostock ist ein kulturelles Zentrum in Rostock, das seinen Sitz im Peter-Weiss-Haus hat. Es wird vom gemeinnützigen Trägerverein Literaturförderkreis Kuhtor e. V. geführt. Schwerpunkte der Arbeit sind die Förderung von Autoren und die Stärkung der Lesekompetenz bei Kindern und Jugendlichen in Mecklenburg-Vorpommern. Der Förderverein wurde am 9. Oktober 1990 gegründet und hatte zunächst seinen Sitz im Kuhtor, bis er im Januar 2010 in das heutige Domizil umzog.
Angebote des kulturellen Programms sind u. a. regelmäßige Lesungen, Workshops, Schreibwerkstätten und Ausstellungen. Die Begegnung mit Autoren, der Austausch im interdisziplinären Forum und das Gespräch über Literatur soll die Reflexion und Auseinandersetzung mit der Literatur und anderen Kulturformen im Land stärken.

## Aufgaben und Angebote

### Literaturvermittlung
Zu diesem Bereich finden jährlich ca. 50 Veranstaltungen statt. U.a.:
- Autorenlesungen: hier liegt der Schwerpunkt auf der Vorstellung neuer deutschsprachiger Literatur, aber auch internationale Künstler werden vorgestellt.
- PROSANOVA: Von April 2003 bis 2012 präsentierte die Literaturshow PROSANOVA zwei Mal im Jahr frische, junge Texte in stilvoller Atmosphäre. Das gesprochene Wort, die Performance der Autoren und das musikalische Programm bildeten den Rahmen für diese unkonventionelle Literaturveranstaltung.
- Druckfrischlinge: Um neuen Autoren auf dem Literaturmarkt die nötige Aufmerksamkeit entgegenzubringen, stellt das Literaturhaus Rostock jedes Jahr vier herausragende Debüts deutschsprachiger Autoren vor.
- Scharf gesprochen – Autorenportraits aus M-V: mit dieser Veranstaltungsreihe stellt das Literaturhaus bemerkenswerte Autoren vor.
- Initiierung des Rostocker Bücher-Befreiungstages: einmal im Jahr regt das Literaturhaus mit mehreren hundert Büchern zum Büchertausch an ungewöhnlichen Orten in Rostocks Innenstadt an. Mit dieser Aktion möchte das Literaturhaus Rostock in Kooperation mit dem Lokalradio LOHRO die Aktion Bookcrossing in Rostock bekannt machen.
- Professional Poetry Slam ist ein jährlich stattfindender Literaturwettbewerb. In Kooperation mit dem Kunstraumschiff Stubnitz gibt das Literaturhaus Rostock jungen Poeten die Möglichkeit, sich dem kritischen Publikum zu stellen. Dieses entscheidet, wer den Preis Die Stählerne Buchstütze erhält. Bisherige Gewinner waren u. a.: Sebastian Krämer, Marlene Stamerjohanns.

### Landesweite Kinder- und Jugendprojekte zur Förderung der Lesekompetenz
Mit ca. 400 Veranstaltungen im Jahr handelt es sich hierbei um ein Projekt in Mecklenburg-Vorpommern, das sich zum Ziel gesetzt hat, die Lesekompetenz und das Sprachgefühl bei Kindern und Jugendlichen zu fördern.
Lesungen, Workshops und andere Aktionen mit bekannten Kinder- und Jugendbuchautoren und anderen Künstlern werden für Schulklassen in Literaturinstitutionen, Schulen, Jugendeinrichtungen und Bibliotheken im Land organisiert. Besonderes Augenmerk gilt der frühkindlichen Bildung: Kinder im Vorschulalter werden durch Erzähl-Vormittage, Buchwerkstätten, Lesefeste und Bilderbuchkinos an die Welt der Buchstaben und Geschichten herangeführt. Beim Weltfrühstück z. B. möchte das Literaturhaus den Kindern Kulturen ferner Länder nahebringen.
In Kooperation mit dem Ministerium für Bildung, Wissenschaft und Kultur des Landes Mecklenburg-Vorpommern initiiert das Literaturhaus jährlich am 23. April einen Lesetag. Schirmherr dieser Veranstaltung ist der Minister für Bildung des Landes. Ziel dieses Lesetages ist es, Schüler und Lehrer in den teilnehmenden Schulen mehr für Literatur zu begeistern. Zu diesem Zweck soll jeder Teilnehmer ein Buch seiner Wahl mitbringen und lesen.
Lesewürmer sind Vorlesewettbewerbe für Grundschulen aus Rostock und Umgebung, die in Zusammenarbeit mit "andere buchhandlung" und Waldemarhof e.V. vom Literaturhaus mitorganisiert werden. Mit dieser Leseförderungsaktion sollen die Kinder dazu ermuntert werden, sich mit Literatur zu beschäftigen und aus ihren Lieblingsbüchern vorzulesen.

### Autorenförderung/Literarische Nachwuchsförderung in M-V
Der Literaturförderkreis Kuhtor e.V. hat sich zu einem wichtigen Informationspool für Autoren aus ganz Mecklenburg-Vorpommern etabliert. Mit Veröffentlichungen, intensiver Kontaktpflege und Beratung, sowie der Realisierung von Workshops, Schreibkursen, Autorentreffen und Lesungen stellt der Verein einen wichtigen Beitrag zur Autorenförderung dar.
Beim Poetenseminar des Landes Mecklenburg-Vorpommern erhalten zehn junge Autoren die Möglichkeit, sich in Gesprächen, Übungen und Workshops über Erfahrungen beim Schreiben zu verständigen und an der Vervollkommnung ihrer literarischen Fertigkeiten zu arbeiten. Das Seminar wird von der Schweriner Schriftstellerin Sonja Voß-Scharfenberg sowie dem Literaturwissenschaftler Wolfgang Gabler, Projektleiter des Autorenförderprogramms FAUN (Förderung von Autoren im Nordosten) am Literaturhaus Rostock, geleitet. Sie bieten den Autoren eine intensive Manuskriptbetreuung und vermitteln Verlagskontakte.
Die Publikationsreihe "Bibliothek Mecklenburg-Vorpommern" präsentiert Gegenwartsliteratur in Mecklenburg-Vorpommern. Dazu wird in dieser Reihe jedes Jahr ein größeres Werk eines Schriftstellers aus dem Land veröffentlicht.

### Kulturelles Bildungsangebot
Hierzu finden jährlich ca. 110 Veranstaltungen statt. U.a.:
- Seminare für Kreatives Schreiben: Das Literaturhaus bietet Kurse auf unterschiedlichen Niveaustufen an, die 14-täglich stattfinden. Geleitet werden sie von Wolfgang Gabler, Literaturwissenschaftler, Lektor und Redakteur der Literaturzeitschrift RISSE.
- Zum Literarischen Spaziergang durch die Hansestadt Rostock lädt das Literaturhaus in Zusammenarbeit mit dem Kempowski-Archiv von April bis September ein. Dabei berichten die Referenten Wolfgang Gabler und Katrin Möller-Funck (Kempowski-Archiv-Rostock) von Zeugnissen von mehr als zwanzig Schriftstellern, die einst in Rostock lebten und studierten, u. a.: John Brinckman, Fritz Reuter, Walter Kempowski.
- Der Fotograf Gerhard Weber bietet mit seinen Literarischen Spaziergängen Erkenntnisse zur Kaufmannsfamilie Mann in Rostock.
- Lesbar ist ein monatlicher Lesetreff, bei dem gemeinsame Lektüreerlebnisse besprochen werden.
- das Rostocker Wissenschaftshistorische Kolloquium wird monatlich vom Arbeitskreis Wissenschaftsgeschichte im Literaturhaus Rostock veranstaltet.
- Weiterbildung von Lehrern und Erziehern aus Mecklenburg-Vorpommern zur Vermittlung von Literatur und zur Leseförderung bei Kindern

### Vernetzung literarischer Einrichtungen in M-V
Der Literaturförderkreis Kuhtor e.V. ist derzeit geschäftsführender Verein des Literaturrates M-V e.V.